# Sandvikens AIK
Sandvikens AIK is een Zweedse sportclub uit Sandviken. De club is actief in voetbal, bandy en bowling

## Geschiedenis

### Voetbal
De voetbalafdeling promoveerde in 1954 naar de hoogste klasse en loste daarmee stadsrivaal Sandvikens IF af dat het vorige seizoen laatste werd en degradeerde. AIK deed het helemaal niet beter en eindigde laatste met slechts vijf punten, de voorlaatste Kalmar FF had twaalf punten meer. Sandvikens IF keerde het volgende jaar terug naar de hoogste afdeling, iets wat AIK nooit meer zou lukken. AIK speelde in totaal wel 29 seizoenen in de tweede klasse maar is inmiddels weggezakt naar de Division 4, oftewel de zesde klasse.

### Bandy
De bandy-afdeling van de club is een stuk succesvoller dan de voetbalafdeling en AIK speelt al meer dan 60 jaar in de hoogste klasse (Bandyallsvenskan). Het team werd zelfs al Europees kampioen en ook de vrouwenafdeling kon al twee landstitels binnen halen.

#### Erelijst
Landskampioen
Mannen: 1945, 1946, 1997, 2000, 2002, 2003
Vrouwen: 1993, 2007
Europacup
1997, 2001
Bandy World Cup
1974, 2002